# Irisnebulosan
Irisnebulosan är en reflektionsnebulosa i stjärnbilden Cepheus.